# 洛大镇
洛大镇，是中华人民共和国甘肃省甘南藏族自治州迭部县下辖的一个乡镇级行政单位。
2017年3月15日，甘肃省民政厅批复同意撤销洛大乡，设立洛大镇。

## 行政区划
洛大镇下辖以下地区：
洛大村、赵藏村、查居村、尖藏村、黑扎村和磨沟村。